# Премія Вотрена Люда

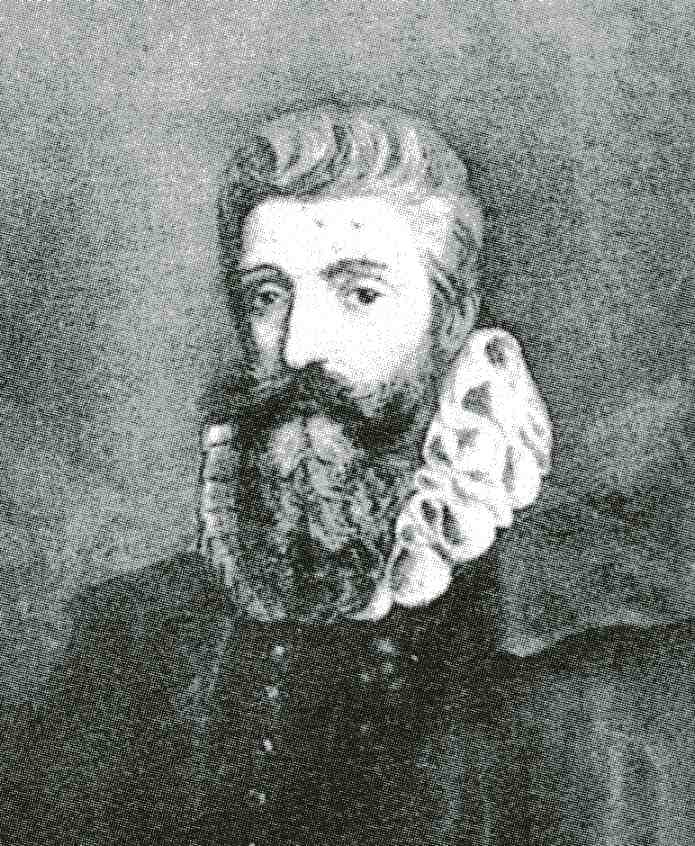
Вотрен Люд

Міжнародна географічна премія Вотрена Люда, також премія Вотрена Люда (фр. Prix Vautrin-Lud) — премія, присуджувана за найвищі досягнення в галузі географії. Заснована 1991 року як аналог Нобелівської премії, позиціюється як «Нобелівська премія з географії», це словосполучення часто використовують у розмовній мові.

## Назва
Премію названо на честь французького географа XVI століття Вотрена Люда, відомого тим, що саме він запропонував іменувати Новий Світ «Америкою» на честь Амеріго Веспуччі.

## Присудження
Премію присуджують щорічно під час осіннього Міжнародного географічного фестивалю на батьківщині Вотрена Люда в Сен-Дьє-де-Вож (Франція). Рішення про присудження премії приймає Міжнародний комітет, що складається з 5 осіб.

## Лауреати
| Год  | Лауреат                          | Країна               |
| ---- | -------------------------------- | -------------------- |
| 1991 | Пітер Гаґґет                     | Велика Британія      |
| 1992 | Торстен Гегерстранд Гілберт Вайт | Швеція США           |
| 1993 | Пітер Ґулд                       | США                  |
| 1994 | Мілтон Сентус                    | Бразилія             |
| 1995 | Девід Гарві                      | Велика Британія      |
| 1996 | Роже Брюне Поль Клаваль          | Франція Франція      |
| 1997 | Жан-Бернар Расін                 | Швейцарія            |
| 1998 | Дорін Мессі                      | Велика Британія      |
| 1999 | Рон Джонстон                     | Велика Британія      |
| 2000 | Ів Лакост                        | Франція              |
| 2001 | Сер Пітер Голл                   | Велика Британія      |
| 2002 | Бруно Мессерлі                   | Швейцарія            |
| 2003 | Аллен Скотт                      | США                  |
| 2004 | Філіпп Паншимель                 | Франція              |
| 2005 | Браян Беррі                      | США                  |
| 2006 | Гайнц Ваннер                     | Швейцарія            |
| 2007 | Майкл Ґудчайлд                   | Велика Британія      |
| 2008 | Орасіо Капель                    | Іспанія              |
| 2009 | Террі Макґі                      | Канада               |
| 2010 | Деніз Пюман                      | Франція              |
| 2011 | Антуан Байї                      | Швейцарія            |
| 2012 | І-Фу Туан                        | Китай — США          |
| 2013 | Майкл Бетті                      | Велика Британія      |
| 2014 | Анна Баттімер                    | Ірландія             |
| 2015 | Едвард Соджа                     | США                  |
| 2016 | Марія Долорс Гарсія Рамон        | Іспанія, Каталонія   |
| 2017 | Акін Мабоганж                    | Нігерія              |
| 2018 | Жак Леві                         | Франція              |
| 2019 | Джон Егнью                       | Велика Британія, США |
| 2020 | Рудольф Бразділ                  | Чехія                |
| 2021 | Бренда Єо                        | Сінгапур             |